# Lliga de Campions de l'AFC 2010
La Lliga de Campions de la AFC 2010 serà la 29a edició del torneig. En aquest torneig participaran els equips afiliats a la Confederació Asiàtica de Futbol. El guanyador de la competició jugarà el Campionat del Món de Clubs de futbol 2010.

## Fase Prèvia

### Àsia Oest

#### Semifinal
30 de gener de 2010.
| Equip 1       | Resultat | Equip 2      |
| ------------- | -------- | ------------ |
| Al-Karamah SC | 0:1      | Al-Wahda SCC |

#### Final
6 de febrer de 2010.
| Equip 1      | Resultat | Equip 2               |
| ------------ | -------- | --------------------- |
| Al-Wahda SCC | 5:2      | Churchill Brothers SC |

### Àsia Est

#### Semifinals
30 i 31 de gener de 2010.
| Equip 1         | Resultat | Equip 2              |
| --------------- | -------- | -------------------- |
| Armed Forces FC | 3:0      | Sriwijaya FC         |
| SHB Ðà Nẵng FC  | 0:3      | Muangthong United FC |

#### Final
6 de febrer de 2010.
| Equip 1         | Resultat  | Equip 2              |
| --------------- | --------- | -------------------- |
| Armed Forces FC | 0:0 (4:3) | Muangthong United FC |

## Fase de grups

### Grup A
| Equip         | PJ | PG | PE | PP | GF | GC | Dif | Punts |
| ------------- | -- | -- | -- | -- | -- | -- | --- | ----- |
| Esteghlal FC  | 6  | 3  | 2  | 1  | 9  | 5  | +4  | 11    |
| Al-Gharafa SC | 6  | 3  | 1  | 2  | 10 | 10 | +0  | 10    |
| Al-Jazira SC  | 6  | 2  | 1  | 3  | 7  | 13 | -6  | 7     |
| Al-Ahli SC    | 6  | 2  | 0  | 4  | 11 | 9  | +2  | 6     |

|               | Aràbia Saudita | Qatar | Emirats Àrabs Units | Iran |
| ------------- | -------------- | ----- | ------------------- | ---- |
| Al-Ahli SC    | –              | 0-1   | 5-1                 | 1-2  |
| Al-Gharafa SC | 3-2            | –     | 4-2                 | 1-1  |
| Al-Jazira SC  | 0-2            | 1-2   | –                   | 2-1  |
| Esteghlal FC  | 2-1            | 3-0   | 0-0                 | –    |

### Grup B
| Equip           | PJ | PG | PE | PP | GF | GC | Dif | Punts |
| --------------- | -- | -- | -- | -- | -- | -- | --- | ----- |
| Zob Ahan FC     | 6  | 4  | 1  | 1  | 8  | 3  | +5  | 13    |
| PFC Bunyodkor   | 6  | 3  | 1  | 2  | 10 | 7  | +3  | 10    |
| Al-Ittihad Club | 6  | 2  | 2  | 2  | 9  | 7  | +2  | 8     |
| Al-Wahda SCC    | 6  | 1  | 0  | 5  | 3  | 13 | -10 | 3     |

|                 | Aràbia Saudita | Uzbekistan | Iran | Emirats Àrabs Units |
| --------------- | -------------- | ---------- | ---- | ------------------- |
| Al-Ittihad Club | –              | 1-1        | 2-2  | 4-0                 |
| PFC Bunyodkor   | 3-0            | –          | 0-1  | 4-1                 |
| Zob Ahan FC     | 1-0            | 3-0        | –    | 1-0                 |
| Al-Wahda SCC    | 0-2            | 1-2        | 1-0  | –                   |

### Grup C
| Equip          | PJ | PG | PE | PP | GF | GC | Dif | Punts |
| -------------- | -- | -- | -- | -- | -- | -- | --- | ----- |
| Al-Shabab Club | 6  | 3  | 1  | 2  | 10 | 8  | +2  | 10    |
| FK Pakhtakor   | 6  | 3  | 0  | 3  | 8  | 10 | -2  | 9     |
| Sepahan FC     | 6  | 2  | 2  | 2  | 5  | 5  | +0  | 8     |
| Al-Ain SCC     | 6  | 2  | 1  | 3  | 8  | 8  | +0  | 7     |

|                | Emirats Àrabs Units | Aràbia Saudita | Uzbekistan | Iran |
| -------------- | ------------------- | -------------- | ---------- | ---- |
| Al-Ain SCC     | –                   | 2-1            | 0-1        | 2-0  |
| Al-Shabab Club | 3-2                 | –              | 2-1        | 1-1  |
| FK Pakhtakor   | 3-2                 | 1-3            | –          | 2-1  |
| Sepahan FC     | 0-0                 | 1-0            | 2-0        | –    |

### Grup D
| Equip         | PJ | PG | PE | PP | GF | GC | Dif | Punts |
| ------------- | -- | -- | -- | -- | -- | -- | --- | ----- |
| Al-Hilal FC   | 6  | 3  | 2  | 1  | 11 | 7  | +4  | 11    |
| Mes Kerman FC | 6  | 3  | 0  | 3  | 13 | 12 | +1  | 9     |
| Al-Sadd SC    | 6  | 2  | 2  | 2  | 11 | 9  | +2  | 8     |
| Al-Ahli Club  | 6  | 1  | 2  | 3  | 9  | 16 | -7  | 5     |

|               | Emirats Àrabs Units | Aràbia Saudita | Qatar | Iran |
| ------------- | ------------------- | -------------- | ----- | ---- |
| Al-Ahli Club  | –                   | 2-3            | 0-5   | 2-1  |
| Al-Hilal FC   | 1-1                 | –              | 0-0   | 3-1  |
| Al-Sadd SC    | 2-2                 | 0-3            | –     | 4-1  |
| Mes Kerman FC | 4-2                 | 3-1            | 3-1   | –    |

### Grup E
| Equip                 | PJ | PG | PE | PP | GF | GC | Dif | Punts |
| --------------------- | -- | -- | -- | -- | -- | -- | --- | ----- |
| Seongnam Ilhwa Chunma | 6  | 5  | 0  | 1  | 11 | 6  | +5  | 15    |
| Beijing Guoan FC      | 6  | 3  | 1  | 2  | 7  | 5  | +2  | 10    |
| Kawasaki Frontale     | 6  | 2  | 0  | 4  | 8  | 8  | +0  | 6     |
| Melbourne Victory FC  | 6  | 1  | 1  | 4  | 3  | 10 | -7  | 4     |

|                       | Xina | Japó | Austràlia | Corea del Sud |
| --------------------- | ---- | ---- | --------- | ------------- |
| Beijing Guoan FC      | –    | 2-0  | 1-0       | 0-1           |
| Kawasaki Frontale     | 1-3  | –    | 4-0       | 3-0           |
| Melbourne Victory FC  | 0-0  | 1-0  | –         | 0-2           |
| Seongnam Ilhwa Chunma | 3-1  | 2-0  | 3-2       | –             |

### Grup F
| Equip              | PJ | PG | PE | PP | GF | GC | Dif | Punts |
| ------------------ | -- | -- | -- | -- | -- | -- | --- | ----- |
| Kashima Antlers    | 6  | 6  | 0  | 0  | 14 | 3  | +11 | 18    |
| Jeonbuk FC         | 6  | 4  | 0  | 2  | 17 | 6  | +11 | 12    |
| Changchun Yatai FC | 6  | 1  | 0  | 5  | 10 | 7  | +3  | 3     |
| Persatuan Jayapura | 6  | 1  | 0  | 5  | 4  | 29 | -25 | 3     |

|                    | Xina | Corea del Sud | Japó | Indonèsia |
| ------------------ | ---- | ------------- | ---- | --------- |
| Changchun Yatai FC | –    | 1-2           | 0-1  | 9-0       |
| Jeonbuk FC         | 1-0  | –             | 1-2  | 8-0       |
| Kashima Antlers    | 1-0  | 2-1           | –    | 5-0       |
| Persatuan Jayapura | 2-0  | 1-4           | 1-3  | –         |

### Grup G
| Equip                 | PJ | PG | PE | PP | GF | GC | Dif | Punts |
| --------------------- | -- | -- | -- | -- | -- | -- | --- | ----- |
| Suwon Bluewings       | 6  | 4  | 1  | 1  | 13 | 4  | +9  | 13    |
| Gamba Osaka           | 6  | 3  | 3  | 0  | 11 | 5  | +6  | 12    |
| Armed Forces FC       | 6  | 1  | 1  | 4  | 6  | 16 | -10 | 4     |
| Henan Construction FC | 6  | 0  | 3  | 3  | 3  | 8  | -5  | 3     |

|                       | Japó | Xina | Corea del Sud | Singapur |
| --------------------- | ---- | ---- | ------------- | -------- |
| Gamba Osaka           | –    | 1-1  | 2-1           | 3-0      |
| Henan Construction FC | 1-1  | –    | 0-2           | 0-0      |
| Suwon Bluewings       | 0-0  | 2-0  | –             | 6-2      |
| Armed Forces FC       | 2-4  | 2-1  | 0-2           | –        |

### Grup H
| Equip               | PJ | PG | PE | PP | GF | GC | Dif | Punts |
| ------------------- | -- | -- | -- | -- | -- | -- | --- | ----- |
| Adelaide United FC  | 6  | 3  | 1  | 2  | 6  | 4  | +2  | 10    |
| Pohang Steelers FC  | 6  | 3  | 1  | 2  | 8  | 7  | +1  | 10    |
| Sanfrecce Hiroshima | 6  | 3  | 0  | 3  | 11 | 11 | +0  | 9     |
| Shandong Luneng     | 6  | 2  | 0  | 4  | 5  | 8  | -3  | 6     |

|                     | Austràlia | Corea del Sud | Japó | Xina |
| ------------------- | --------- | ------------- | ---- | ---- |
| Adelaide United FC  | –         | 1-0           | 3-2  | 0-1  |
| Pohang Steelers     | 0-0       | –             | 2-1  | 1-0  |
| Sanfrecce Hiroshima | 1-0       | 4-3           | –    | 0-1  |
| Shandong Luneng     | 0-2       | 1-2           | 2-3  | –    |

## Vuitens de final

### Asia Oest
| 11 de maig de 2010 |           |                    |                           |
| Al-Gharafa SC      | 1-0 (0-0) | Pakhtakor Tashkent | Estadi Al-Gharafa, (Doha) |
|                    |           |                    | Estadi Al-Gharafa, (Doha) |

| 11 de maig de 2010 |           |              |                             |
| Al-Shabab          | 3-2 (1-2) | Esteghlal FC | Estadi Rei Fahd, (Al-Riyad) |
|                    |           |              | Estadi Rei Fahd, (Al-Riyad) |

| 12 de maig de 2010 |           |               |                                |
| Zob Ahan FC        | 1-0 (0-0) | Mes Kerman FC | Estadi Foolad Shahr, (Esfahan) |
|                    |           |               | Estadi Foolad Shahr, (Esfahan) |

| 12 de maig de 2010 |           |               |                             |
| Al-Hilal FC        | 3-0 (1-0) | PFC Bunyodkor | Estadi Rei Fahd, (Al-Riyad) |
|                    |           |               | Estadi Rei Fahd, (Al-Riyad) |

### Asia Est
| 11 de maig de 2010    |           |             |                                       |
| Seongnam Ilhwa Chunma | 3-0 (0-0) | Gamba Osaka | Complex Esportiu Tancheon, (Seongnam) |
|                       |           |             | Complex Esportiu Tancheon, (Seongnam) |

| 11 de maig de 2010 |           |                  |                               |
| Suwon Bluewings    | 2-0 (1-0) | Beijing Guoan FC | Estadi Mundial Suwon, (Suwon) |
|                    |           |                  | Estadi Mundial Suwon, (Suwon) |

| 12 de maig de 2010 |           |                 |                            |
| Kashima Antlers    | 0-1 (0-1) | Pohang Steelers | Kashima Stadium, (Kashima) |
|                    |           |                 | Kashima Stadium, (Kashima) |

| 12 de maig de 2010 |           |            |                              |
| Adelaide United FC | 2-3 (0-1) | Jeonbuk FC | Estadi Hindmarsh, (Adelaida) |
|                    |           |            | Estadi Hindmarsh, (Adelaida) |

## Quarts de final
| 15 de setembre de 2010 |           |               |  |
| Al-Hilal FC            | 3-0 (1-0) | Al-Gharafa SC |  |
|                        |           |               |  |

| 22 de setembre de 2010 |           |             |  |
| Al-Gharafa SC          | 4-2 (3-0) | Al-Hilal FC |  |
|                        |           |             |  |

| 15 de setembre de 2010 |           |                 |  |
| Zob Ahan FC            | 2-1 (1-0) | Pohang Steelers |  |
|                        |           |                 |  |

| 22 de setembre de 2010 |           |             |  |
| Pohang Steelers        | 1-1 (1-0) | Zob Ahan FC |  |
|                        |           |             |  |

| 15 de setembre de 2010 |           |           |  |
| Jeonbuk FC             | 0-2 (0-0) | Al-Shabab |  |
|                        |           |           |  |

| 22 de setembre de 2010 |           |            |  |
| Al-Shabab              | 0-1 (0-1) | Jeonbuk FC |  |
|                        |           |            |  |

| 15 de setembre de 2010 |           |                 |  |
| Seongnam Ilhwa Chunma  | 4-1 (2-1) | Suwon Bluewings |  |
|                        |           |                 |  |

| 22 de setembre de 2010 |           |                       |  |
| Suwon Bluewings        | 2-0 (1-0) | Seongnam Ilhwa Chunma |  |
|                        |           |                       |  |

## Semifinals
| 6 d'octubre de 2010 |           |             |  |
| Zob Ahan FC         | 1-0 (0-0) | Al-Hilal FC |  |
|                     |           |             |  |

| 20 d'octubre de 2010 |           |             |  |
| Al-Hilal FC          | 0-1 (0-0) | Zob Ahan FC |  |
|                      |           |             |  |

| 5 d'octubre de 2010 |           |                       |  |
| Al-Shabab           | 4-3 (1-2) | Seongnam Ilhwa Chunma |  |
|                     |           |                       |  |

| 19 d'octubre de 2010  |           |           |  |
| Seongnam Ilhwa Chunma | 1-0 (1-0) | Al-Shabab |  |
|                       |           |           |  |

## Finals
| 13 de novembre de 2010 |           |             |                                        |
| Seongnam Ilhwa Chunma  | 3-1 (1-0) | Zob Ahan FC | National Olympic Stadium, Tokio (Japó) |
|                        |           |             | National Olympic Stadium, Tokio (Japó) |